# Knapići
 Knapići  (olaszul: Villa Cnappi) falu Horvátországban, Isztria megyében. Közigazgatásilag Sveti Lovrečhez tartozik.

## Fekvése
Az Isztria középső részén, Pazintól 18 km-re délnyugatra, községközpontjától 4 km-re délkeletre fekszik.

## Története
A településnek 1880-ban 29, 1910-ben 29 lakosa volt. Az első világháború után a rapallói szerződés értelmében Isztria az Olasz Királysághoz került. A második világháború után Jugoszlávia része lett. Jugoszlávia felbomlása után 1991-ben a független Horvátország része lett. 2011-ben már nem volt állandó lakossága.

## Lakosság
| Lakosság változása | Lakosság változása | Lakosság változása | Lakosság változása | Lakosság változása | Lakosság változása | Lakosság változása | Lakosság változása | Lakosság változása | Lakosság változása | Lakosság változása | Lakosság változása | Lakosság változása | Lakosság változása | Lakosság változása | Lakosság változása |
| ------------------ | ------------------ | ------------------ | ------------------ | ------------------ | ------------------ | ------------------ | ------------------ | ------------------ | ------------------ | ------------------ | ------------------ | ------------------ | ------------------ | ------------------ | ------------------ |
| 1857               | 1869               | 1880               | 1890               | 1900               | 1910               | 1921               | 1931               | 1948               | 1953               | 1961               | 1971               | 1981               | 1991               | 2001               | 2011               |
| 0                  | 0                  | 29                 | 22                 | 25                 | 29                 | 0                  | 0                  | 34                 | 16                 | 15                 | 11                 | 8                  | 6                  | 4                  | 0                  |